# Movimento Verde (Bulgaria)
Il Movimento Verde (in bulgaro Зелено движение?, Zeleno dviženie), noto fino al 2019 come I Verdi (in bulgaro Зелените?, 'Zelenite'), è un partito politico bulgaro ambientalista e liberale fondato nel 2008.
Assieme a Sì, Bulgaria! e Democratici per una Bulgaria Forte costituisce l'alleanza Bulgaria Democratica che, a seguito delle elezioni parlamentari del novembre 2021 partecipa alla maggioranza nel governo Petkov.

## Storia
Zelenite si venne a creare a partire dall'unione di varie organizzazioni non governative operanti nel settore della tutela ambientale e dei diritti umani. L'incontro inaugurale del partito si tenne nel maggio 2008 a Sofia. Nei tre mesi seguenti si registrarono oltre 6000 iscritti. Secondo il proprio statuto, il partito ha due presidenti con uguali poteri.
Nel 2018 il partito ha sostenuto le proteste di massa "Salviamo il Pirin" contro l'espansione dell'area sciistica nel Parco nazionale del Pirin.

## Risultati elettorali
| Elezione                     | Voti    | Seggi    | Posizione               |
| ---------------------------- | ------- | -------- | ----------------------- |
| Parlamentari 2009            | 21 841  | 0 / 240  | Extraparlamentari       |
| Parlamentari 2013            | 26 520  | 0 / 240  | Extraparlamentari       |
| Parlamentari 2014            | 19 990  | 0 / 240  | Extraparlamentari       |
| Parlamentari 2017            | 101 177 | 0 / 240  | Extraparlamentari       |
| Parlamentari 2021 (aprile)   | 302 280 | 27 / 240 | -                       |
| Parlamentari 2021 (luglio)   | 345 329 | 34 / 240 | -                       |
| Parlamentari 2021 (novembre) | 166 968 | 16 / 240 | Maggioranza             |
| Parlamentari novembre 2022   | 186 511 | 20 / 240 | Maggioranza             |
| Parlamentari 2023            | 621 069 | 64 / 240 | Maggioranza Opposizione |

Elezioni Europee
| Elezione     | Voti    | Seggi  |
| ------------ | ------- | ------ |
| Europee 2009 | 14 132  | 0 / 17 |
| Europee 2014 | 12 547  | 0 / 17 |
| Europee 2019 | 118 484 | 0 / 17 |